# Walther Rathenau
Walther Rathenau (Berlín, 29 de septiembre de 1867-Berlín, 24 de junio de 1922) fue un político, escritor y empresario alemán, así como ministro de Asuntos Exteriores en la República de Weimar. Fue asesinado el 24 de junio de 1922, dos meses después de firmar el Tratado de Rapallo con la República Socialista Federativa Soviética de Rusia.

## Primeros años
Nació en Berlín, hijo del empresario Emil Rathenau y de Mathilde Rathenau (de soltera Nachmann), en el seno de una familia judeoalemana. De 1886 a 1889 estudió Física, Química y Filosofía en su ciudad natal y en Estrasburgo y se doctoró en 1889 en Berlín con una tesis doctoral sobre «La absorción de la luz en metales». En 1889 y 1890 estudió Ingeniería Mecánica y Química en Múnich. De origen judío, su padre, Emil Rathenau, era presidente y fundador de la Sociedad General de Electricidad (AEG), presidencia que Walther Rathenau heredó al estallido de la Primera Guerra Mundial.
Rathenau tenía dieciséis años cuando su padre fundó la AEG y, tras sus estudios universitarios, estuvo trabajando en varias empresas electroquímicas lejos de Berlín, tanto en Alemania como en Suiza. Tras diez años alejado de su hogar, volvió a Berlín en 1899, donde se haría cargo de negocios internacionales y se convertiría en uno de los más prominentes industriales del Imperio alemán tardío y de la República de Weimar.

## Papel en la planificación de la industria de guerra alemana
Durante la Primera Guerra Mundial fue el director de la oficina para la distribución de materias primas. Rathenau y otros hombres de negocios, como Albert Ballin (también judío), ofrecieron desde agosto de 1914 sus servicios al Gobierno alemán para organizar lo que consideraban la clave de esta nueva guerra industrial: el aprovisionamiento de materias primas. Para este fin, se reunió con el ministro de Guerra, Erich von Falkenhayn, y le propuso organizar toda la economía nacional para ponerla al servicio de la guerra.
Su labor como organizador fue extremadamente importante y permitió a Alemania continuar el esfuerzo bélico a pesar de la falta de suministros impuesta por el bloqueo británico.

## Carrera política
Tanto su origen judío como su riqueza provocaron hostilidad, dado que en su época la judeofobia estaba a la orden del día. A pesar de ello, era un nacionalista alemán apasionado y abogaba por la integración total de los judíos en la sociedad alemana, oponiéndose por ello al sionismo. Sin embargo, eso no alteró la imagen que de él tenían los sectores más exaltados de la sociedad. Como señaló el historiador Heinrich von Treitschke, desde 1880 el sentimiento antijudío creció en Alemania, así como el número de los miembros de los partidos políticos que defendían este prejuicio. En todo el Imperio alemán no había en esa época un solo oficial del ejército que fuera judío.
Walther Rathenau aspiraba al poder, como muchos empresarios de su época, ya que en la Alemania de aquel entonces nadie entre los círculos del poder ignoraba que el aumento de poder experimentado en las últimas décadas se había cimentado en la fortaleza económica, hecho que Rathenau remarcaba.
Fue uno de los fundadores del Partido Democrático Alemán (DDP, Deutsche Demokratische Partei), representante de la gran burguesía industrial y liberal. Pero con el advenimiento del caos posterior a la derrota en 1918, se acercó a posiciones socialistas. Firme defensor de los derechos y la igualdad social, creía que los obreros tenían derecho a participar en mayor medida en la dirección de las empresas, aunque no era partidario de la propiedad estatal de las mismas.
Establecida la República de Weimar, fue ministro de Reconstrucción en 1921 y, al año siguiente, de Asuntos Exteriores, ministerio al cargo del cual asistió a las conferencias sobre reparaciones de guerra de Génova y Cannes, donde consiguió reducir dichos pagos. Opinaba que Alemania debería pagar lo estipulado en el Tratado de Versalles, lo que enfurecía a los nacionalistas alemanes. Tras la firma de un acuerdo con la URSS (el Tratado de Rapallo, que restablecía la diplomacia entre ambos países y la colaboración entre ambos ejércitos), un grupo de ultraderechistas le asesinaron en junio de 1922, lo que desequilibró aún más al país.

## Víctima de las reparaciones y del antisemitismo
Se le reprochaba su apoyo a una República de Weimar demasiado social, a pesar de su desconfianza hacia los políticos de su época. («En este momento estamos en la era de los mediocres: sólo los políticos que frecuentan los bares tienen oportunidad de ganar.»)
Siendo un nacionalista alemán, el nacionalista alemán medio nunca lo vio como tal por los prejuicios antes mencionados.

## Asesinato
El 24 de junio de 1922, dos meses después de firmar el Tratado de Rapallo, Rathenau fue asesinado en una conspiración orquestada por dos oficiales ultranacionalistas, Erwin Kern y Hermann Fischer, en el que también participaron Ernst Werner Techow, Hans G. Techow y Wille Günther. Todos ellos fueron ayudados e instigados por otros siete, algunos de ellos estudiantes, vinculados a la Organización Cónsul, muy activa en la época y cuyo objetivo era provocar una guerra civil que permitiera la instauración de una dictadura. 
Esa mañana Rathenau conducía su auto desde su casa en Grunewald al Ministerio de Asuntos Exteriores en la calle Wilhelmstrasse, como (predeciblemente) hacía todos los días. Durante el trayecto, su automóvil, un descapotable NAG, fue adelantado por un vehículo Mercedes en el que iban tres hombres. Kern abrió fuego contra él con un subfusil MP18 a muy corta distancia, tras lo que Fischer lanzó una granada de mano. A continuación se dieron a la fuga. Rathenau fue masivamente llorado en Alemania, con banderas a media asta. Una vez que Hitler llegó al poder en 1933, hizo erigir un monumento conmemorativo a los asesinos de Rathenau.
Los dos autores materiales, Kern y Fischer, se refugiaron en el Castillo Saaleck, en Turingia. Kern murió de un disparo en la cabeza, realizado por un policía, tras lo que Fischer se suicidó. Ernst Werner Techow, que conducía el coche, fue capturado y sentenciado a 15 años de cárcel. En su juicio alegó que había actuado bajo amenaza, ya que Kern lo amenazó con matarlo cuando intentó eludir la operación. Durante años se ha creído que tras su salida de prisión por buen comportamiento en 1927, se alistó en la Legión Extranjera Francesa y que durante la Segunda Guerra Mundial ayudó a salvar a cientos de judíos en Marsella. Posteriormente, ha sido probado que este relato es completamente falso y simplemente responde a la imaginación de George W. Herald, periodista estadounidense. Uno de los implicados era el futuro escritor Ernst von Salomon, que participó en el seguimiento de la víctima. Fue condenado a cinco años de cárcel.

## Rathenau en la literatura
Thomas Pynchon escribió en El arco iris de gravedad:
“Rathenau –según las historias– fue profeta y arquitecto del Estado corporativo. Partiendo de lo que comenzó como un minúsculo despacho del Ministerio de Guerra de Berlín, Rathenau coordinó la economía alemana durante la Primera Guerra Mundial controlando suministros, cupos y precios, tomando siempre el camino más corto y derribando las barreras de la propiedad que separaban unas firmas de otras: un Bismarck colectivo ante cuyo poder ningún libro de cuentas podía considerarse en situación de privilegio ni ningún acuerdo demasiado clandestino. Su padre, Emil Rathenau, había fundado la AEG, la compañía General Electric Alemana, pero el joven Walther era algo más que un simple heredero industrial: era un filósofo con una visión del Estado de la posguerra. Consideraba la guerra que se estaba desarrollando como una revolución mundial de la que no surgirían ni el comunismo rojo ni una derecha con las manos libres, sino una estructura racional en la que los negocios serían la verdadera y correcta autoridad: una estructura basada, no debe sorprender, en la que él había imaginado en Alemania para luchar durante la guerra mundial.”
José Ortega y Gasset, en su Rebelión de las masas, declara tomar la expresión "invasión vertical de los bárbaros" de Rathenau, para caracterizar el fenómeno de la rebelión de las masas: "Porque la rebelión de las masas es una y misma cosa con lo que Rathenau llamaba «la invasión vertical de los bárbaros». Importa, pues, mucho conocer a fondo a este hombre-masa, que es pura potencia del mayor bien y del mayor mal."

## Obras
- Impressionen, 1902.
- Reflexionen, 1908.

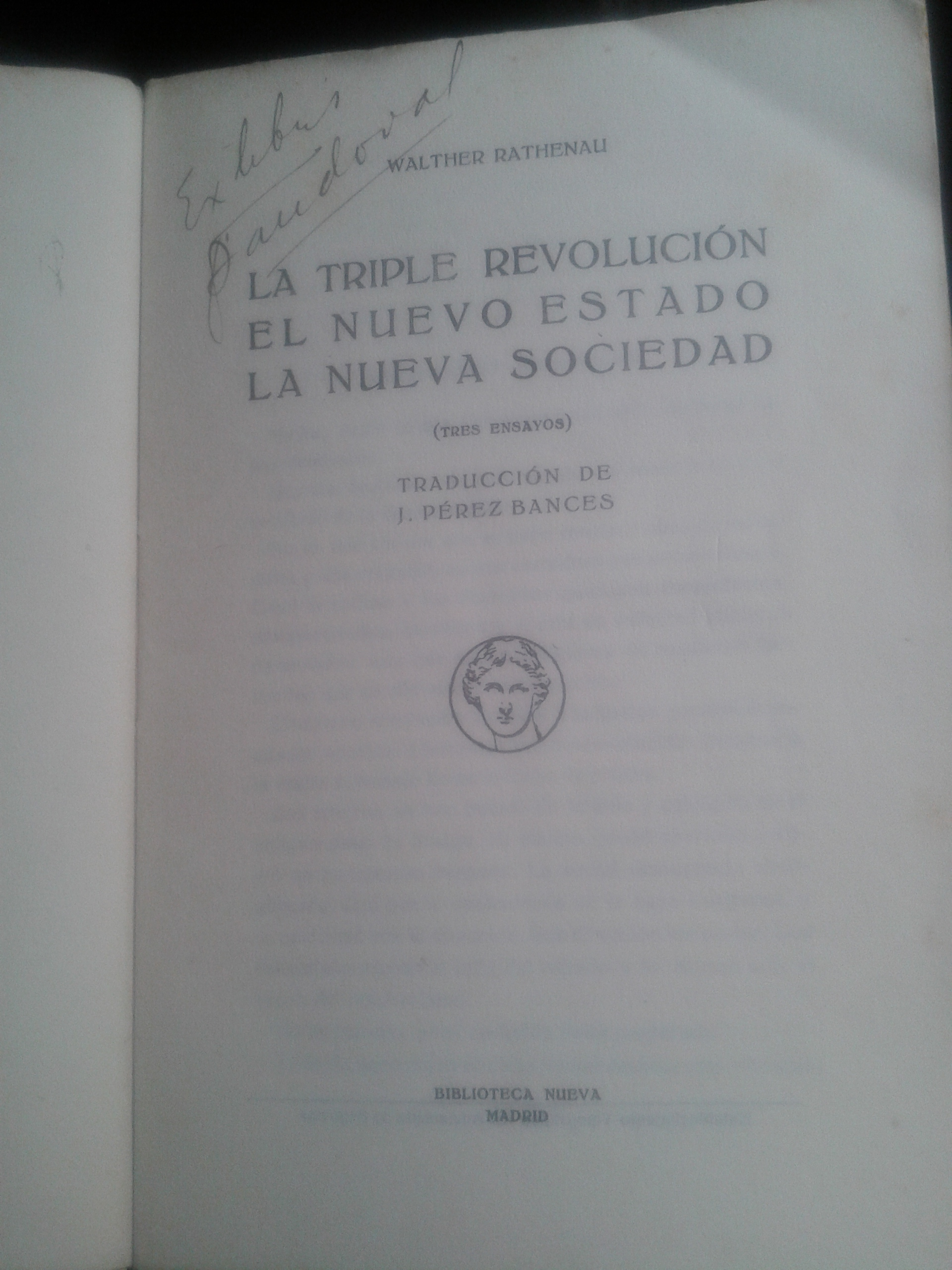
Portada de La triple revolución. El nuevo Estado. La nueva sociedad, de Walther Rathenau (trad. J. Pérez Bances, Biblioteca Nueva, Madrid, s/f, 1919/¿1966?).

- Zur Kritik der Zeit, 1912 (versión digital).
- Zur Mechanik des Geistes, 1913.
- Vom Aktienwesen. Eine geschäftliche Betrachtung, Berlín, 1917.
- Von kommenden Dingen, 1917 (versión digital).
- An Deutschlands Jugend, 1918 (edición revisada: Maximilian Hörberg (ed.): Múnich 2009, ISBN 978-3-00-023407-1).
- Die neue Wirtschaft, 1918.
- Die neue Gesellschaft, 1919 (ensayo editado, junto con Der neue Staat y Kritik der dreifachen Revolution, con el título La triple revolución. El nuevo Estado. La nueva sociedad.[8])
- Der neue Staat, 1919.
- Der Kaiser, 1919.
- Kritik der dreifachen Revolution, 1919.
- Was wird werden?, 1920 (versión digital).
- Gesammelte Reden, 1924 (versión digital).
- Briefe, 2 Bände, 1926.
- Neue Briefe, 1927.
- Briefe an eine Liebende, Dresde, Reißner, 1931.
- Politische Briefe, 1929 (versión digital).